# Олав Белия
Олав Белия (на старонорвежки: Óláfr hinn Hvíti) e викингски морски конунг от втората половина на 9 в.
Роден ок. 820 г. Става конунг на Дъблин ок. 853 г. По това време норвежкото господство над Дъблин било заплашено от бунта на ирландците и от настъплението на даните. Даните имали една решителна победа над норвежците през 852 г. и по всичко изглеждало, че норвежците щели да бъдат изместени, но това било осуетено с пристигането на флота на Олав Белия, който дебаркирал в Дъблин през 1853 г. и разбил даните. Олав се обявил за конунг на всички норвежци в Ирландия.
Оженил се за Ауд Мъдрата, дъщерята на Кетил Плосконосия, и двамата имали син - Торнстейн Рижия. Според сагите Олав Белия се скарал с клана на Кетил Плосконосия и изгонил жена си и сина си обратно във владенията на Кетил на Хебридските острови. Синът му Торнстейн Рижия по-късно предприел походи в Шотландия и завладял голяма част от нея ок. 870 г., но бил убит там между 880 и 890 г. Според Книга за заселването на Исландия в Шотландия загинал не само Торнстейн, но и Олаф Белия.